# Конгбо, Джонатан
Джонатан Конгбо III (англ. Jonathan Kongbo III; 19 марта 1996, Киншаса) — профессиональный канадский футболист конголезского происхождения. Выступает на позиции внешнего лайнбекера. Игрок клуба НФЛ «Денвер Бронкос». В сезонах 2019 и 2021 годов выступал в КФЛ в составе клуба «Виннипег Блу Бомберс». Двукратный обладатель Кубка Грея. На студенческом уровне играл за команду университета Теннесси.

## Биография
Джонатан Конгбо родился 19 марта 1996 года в Киншасе. Его отец Жоаким работал в структурах ООН. В возрасте пяти лет он с семьёй переехал в Канаду. Учился в старшей школе Холи Кросс в Сарри в Британской Колумбии. Выступал за школьные команды по баскетболу и футболу, занимался лёгкой атлетикой. Занимал третье место в чемпионате провинции в беге на 100 метров, входил в состав футбольной сборной звёзд Британской Колумбии.

### Любительская карьера
После окончания школы Конгбо поступил в Вайомингский университет. Там он провёл один год, находясь в футбольной команде колледжа в статусе освобождённого игрока. В 2015 году он перевёлся в общественный колледж Аризона Вестерн в Юме. В его команде Конго провёл один сезон, сделав 55 захватов и 11 сэков. По итогам турнира его включили в состав сборной звёзд Футбольной лиги Западных штатов, он занимал первые позиции в рейтингах лучших игроков из системы подготовительных колледжей.
Перед началом сезона 2016 года Конгбо перевёлся в университет Теннесси. В своем дебютном сезоне в NCAA он сыграл в тринадцати матчах, два из них начал в стартовом составе. В игре с «Миссури» Конгбо сделал перехват и занёс 59-ярдовый тачдаун на возврате. В 2017 году он стал одним из основных ди-эндов команды. В одиннадцати играх Конгбо сделал 29 захватов и 2,5 сэка. В сезоне 2018 года из-за травмы колена он сыграл в шести матчах и по его итогам получил командный приз за лучшую работу в тренажёрном зале.

#### Статистика выступлений в NCAA
| Сезон | Команда            | Игры | Захваты | Захваты | Захваты | Захваты | Захваты | Перехваты | Перехваты | Перехваты | Перехваты | Перехваты | Фамблы | Фамблы | Фамблы | Фамблы |
| Сезон | Команда            | Игры | Solo    | Ast     | Tot     | Loss    | Sk      | Int       | Yds       | Y/R       | TD        | PD        | FR     | Yds    | TD     | FF     |
| ----- | ------------------ | ---- | ------- | ------- | ------- | ------- | ------- | --------- | --------- | --------- | --------- | --------- | ------ | ------ | ------ | ------ |
| 2014  | Вайоминг Каубойс   | —    | —       | —       | —       | —       | —       | —         | —         | —         | —         | —         | —      | —      | —      | —      |
| 2016  | Теннесси Волантирс | 13   | 7       | 4       | 11      | 3,0     | 1,0     | 1         | 59        | 59,0      | 1         | 0         | 0      | 0      | 0      | 0      |
| 2017  | Теннесси Волантирс | 11   | 8       | 21      | 29      | 2,5     | 2,5     | 0         | 0         | 0,0       | 0         | 0         | 0      | 0      | 0      | 0      |
| 2018  | Теннесси Волантирс | 6    | 5       | 6       | 11      | 0,0     | 0,0     | 1         | 10        | 10,0      | 0         | 0         | 0      | 0      | 0      | 0      |
| Всего | Всего              | 30   | 20      | 31      | 51      | 5,5     | 3,5     | 2         | 69        | 34,5      | 1         | 0         | 0      | 0      | 0      | 0      |

### Профессиональная карьера
В августе 2018 года Конгбо занимал первое место в рейтинге скаутского бюро Канадской футбольной лиги. В мае 2019 года на драфте он был выбран клубом «Виннипег Блу Бомберс» под общим пятым номером. Первые шесть матчей дебютного сезона он пропустил, продолжая восстановление после травмы колена. Затем Конгбо закрепился в составе в качестве универсального запасного линейного защиты и лайнбекера, в играх за команду он сделал 12 захватов. Сезон для него завершился победой в Кубке Грея. Через неделю после финала клуб отпустил игрока, желавшего продолжить карьеру в НФЛ. В конце года он подписал трёхлетний фьючерсный контракт с «Сан-Франциско Форти Найнерс». Из-за травмы ему не удалось пробиться в состав команды, перед стартом регулярного чемпионата 2020 года игрок был отчислен. В июне 2021 года он вернулся в «Виннипег».
В 2021 году Конгбо вместе с «Блу Бомберс» выиграл второй в своей карьере Кубок Грея. После окончания сезона он вновь покинул команду, получив предложение контракта от «Денвер Бронкос». После завершения предсезонных сборов летом 2022 года он вошёл в тренировочный состав команды.